# Fortaleza de Akershus
La fortaleza de Akershus (del noruego: Akershus festning) es un complejo de edificaciones militares ubicado en Oslo, Noruega, y situado estratégicamente junto al fiordo de Oslo. Fue fundada en la Edad Media como un castillo real, que servía también de sede para los representantes del rey. 
En el siglo XVII fue modificado en estilo renacentista y rodeado de una fortaleza con bastiones. El complejo, de más de 700 años, ha sobrevivido a varios asedios, pero nunca ha sido conquistado por la fuerza por un ejército extranjero. Actualmente sirve como cuartel general, escuela de oficiales y espacio de alojamiento. Una parte de la fortaleza se utilizó durante un tiempo como cárcel y zona de trabajos forzados para reclusos durante el siglo XIX. Aún tiene funciones militares, y su protección corre a cargo de la Guardia de Su Majestad el Rey (Hans Majestet Kongens Garde). La fortaleza También alberga el Museo de las Fuerzas Armadas, el Museo de la Resistencia y los ministerios de Defensa y de Medio Ambiente.
Desde 1938, Akershus funciona como mausoleo de los reyes de Noruega.

## Etimología
La fortaleza toma su nombre de la granja Aker, que poseía los terrenos donde se asentó el castillo medieval. El nombre es una palabra compuesta de Akr (campo cultivado) y hus (casa, castillo). La fortaleza le ha dado nombre a la provincia de Akershus, aunque no se encuentra dentro de los límites de ésta.

## Historia

### Edad Media, 1287-1527

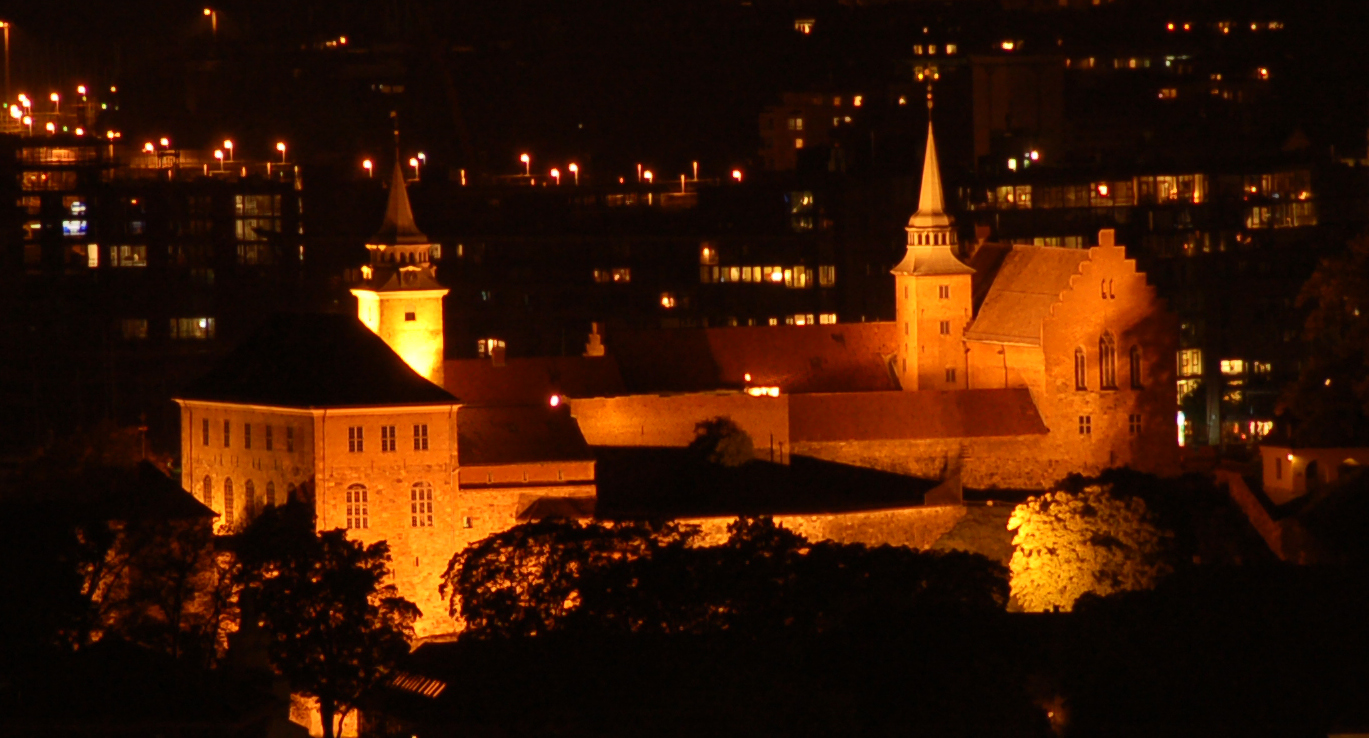
Vista nocturna de Akershus

En 1287 Oslo fue atacada por el rebelde Alv Erlingsson. En esa ocasión el viejo castillo real no fue capaz de defender la ciudad de manera efectiva, por lo que pronto se hizo patente la necesidad de un complejo defensivo más fuerte.
Se desconoce la fecha en que comenzó a construirse el castillo, aunque puede haber sido en la década de 1290, durante el reinado de Haakon V de Noruega (quien también habría mandado construir las fortalezas de Bohus y Vardøhus). La primera vez que Akershus se nombra en una fuente escrita es en el año de 1300, en una carta del rey Haakon V a la iglesia de Santa María de Oslo. Sin embargo, la carta no menciona nada sobre la edad del edificio. En 1308 el castillo se enfrentó a su primer asedio, dirigido por el conde sueco Erik Magnusson de Södermanland y algunos nobles noruegos. El sitio fue levantado después de la victoria de un ejército campesino noruego en la batalla de Oslo de 1308. Durante la década de 1330, los nobles noruegos se sublevaron contra la unión personal entre Suecia y Noruega. Estos nobles controlaron la fortaleza por algunos periodos. Durante las décadas de 1360 y 1370 el rey Haakon VI vivió en el castillo y ordenó obras de gran envergadura en la fortificación.
Entre 1449 y 1450 la fortaleza de Akershus fue sitiada de nuevo, en esta ocasión por el rey Carlos VIII de Suecia, quien finalmente levantó el asedio. En 1502, cuando Noruega era gobernada por el rey de Dinamarca, Akershus fue tomada por el noble noruego Knut Alvsson, quien también ocupó la fortaleza de Tønsberghus y depuso al gobernador danés Peder Griis. Ese mismo año la fortaleza de Akershus fue atacada por mercenarios escoceses al servicio del rey de Dinamarca. Ese asedio fracasó, pero después de reclutar una tercera parte de la población masculina del sur de Østlandet, el rey intentó recuperar el control de Akershus. Durante las negociaciones de paz murió Knut Alvsson, asesinado por soldados del rey. De esa manera pudo este último retomar la fortaleza.
Un nuevo sitio sucedió en 1523 por soldados suecos durante la guerra de liberación de Suecia dirigida por Gustavo Vasa contra los daneses.

### Castillo renacentista, 1527-1653

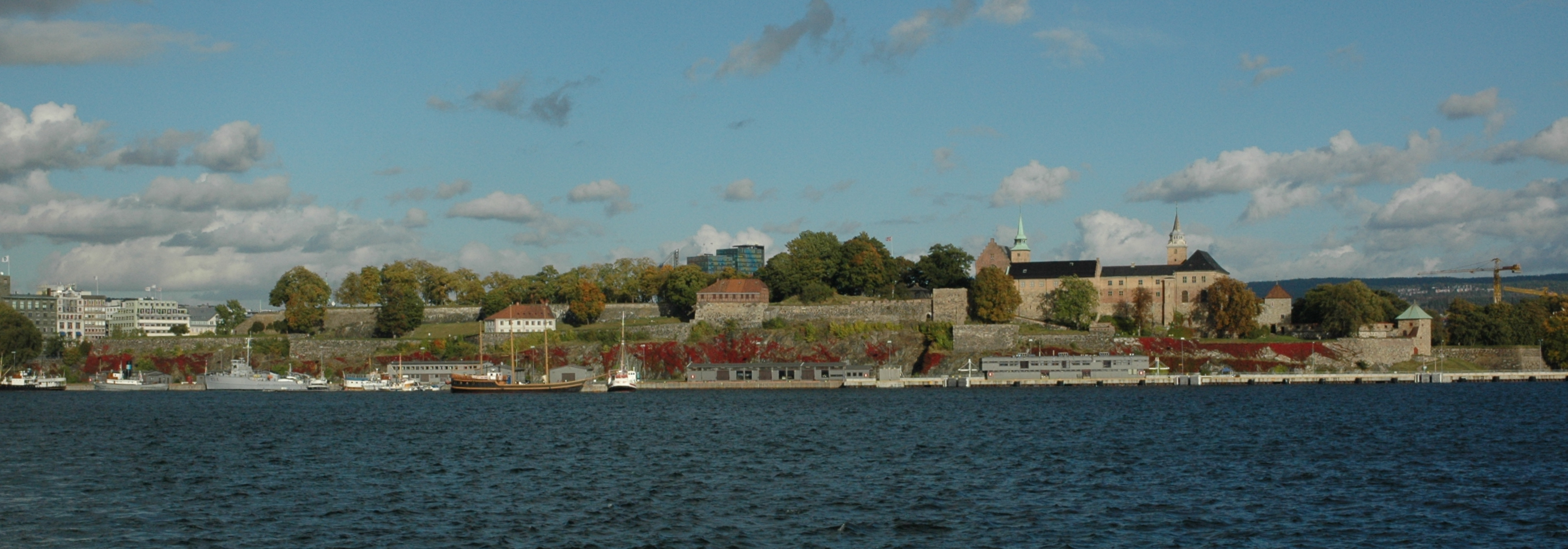
La fortaleza, vista desde el oeste.

En 1527, una tormenta eléctrica ocasionó graves daños en el castillo medieval, especialmente en las partes interiores. Esto fue la causa de que la fortificación estuviera en débiles condiciones para ser defendida cuando el depuesto rey Cristián II la asedió entre 1531 y 1532, en un intento por recuperar el trono dano-noruego. La mayoría de los soldados que defendían la fortaleza estaban en servicio en otras zonas y sólo había entre 20 y 30 defensores cuando el asedio comenzó. El número de defensores era ignorado por Cristián II cuando pactó la tregua con Mogens Gyldenstjerde, militar al mando de la defensa. En mayo de 1532 se levantó el asedio cuando llegaron refuerzos para los sitiados procedentes de Dinamarca y Lübeck. Tras ese último asedio se procedió a fortalecer Akershus, utilizando en parte material del antiguo monasterio de Hovedøya, que fue arrasado en el verano de 1532.
Durante la guerra civil danesa conocida como la Guerra del Conde (1534-1536), el rey Gustavo I de Suecia intentó controlar Oslo. Para evitarlo, la población de la ciudad incendió sus casas y las tropas suecas no tuvieron más remedio que regresar a casa.
En 1567, en el curso de la Guerra Nórdica de los Siete Años, Akershus fue nuevamente atacada por tropas suecas.
Durante el reinado de Cristián IV (1588-1648) el área de la fortaleza fue expandida sustancialmente. La política del monarca se basaba en la fuerza militar, y en 1593 inició una considerable ampliación de Akershus, en concordancia con la evolución de las técnicas militares, especialmente de la artillería. La remodelación se financió en parte a través de un impuesto anual extra en Østlandet y Agder, y en parte gracias a la mano de obra de los pobladores locales. En el trabajo participaron incluso mujeres transportando ladrillos. En 1604 quedó concluida la primera etapa constructiva: alrededor del castillo se levantaron nuevas murallas según el sistema italiano, con bastiones y terraplenes recubiertos de piedras. Otras adecuaciones arquitectónicas se realizaron entre 1616 y 1646.
Con todo, lo que le dio a la fortaleza la silueta que tiene actualmente fue la reconstrucción radical del viejo castillo medieval, que quedó convertido en un castillo del Renacimiento. Se derribaron los restos de la vieja torre principal, la Vågehals (Temeraria), mientras que se erigieron las actuales torres, conocidas como Blåtårn (Torre azul) y Romerikstårnet (Torre de Romerike). Durante la expansión se construyeron varios edificios alrededor del castillo. En el antiguo polvorín, debajo de la iglesia del castillo, se instalaron cuatro mazmorras, de las que aún existen dos. Las habitaciones del rey y del alcaide se mejoraron y se redecoraron. La nueva fortaleza quedó en ese tiempo como una ciudad dentro de la ciudad.
Cristián IV quería que Oslo (que entonces ocupaba aún su emplazamiento medieval) estuviera más cerca de Akershus. Cuando la ciudad se incendió en 1624, el rey ordenó que la población se trasladara hasta la vecindad de las murallas de la fortaleza. La nueva ciudad recibió el nombre de Cristianía y fue una ciudad amurallada, con la fortaleza de Akershus como ciudadela.

### La fortaleza de 1653 a 1820

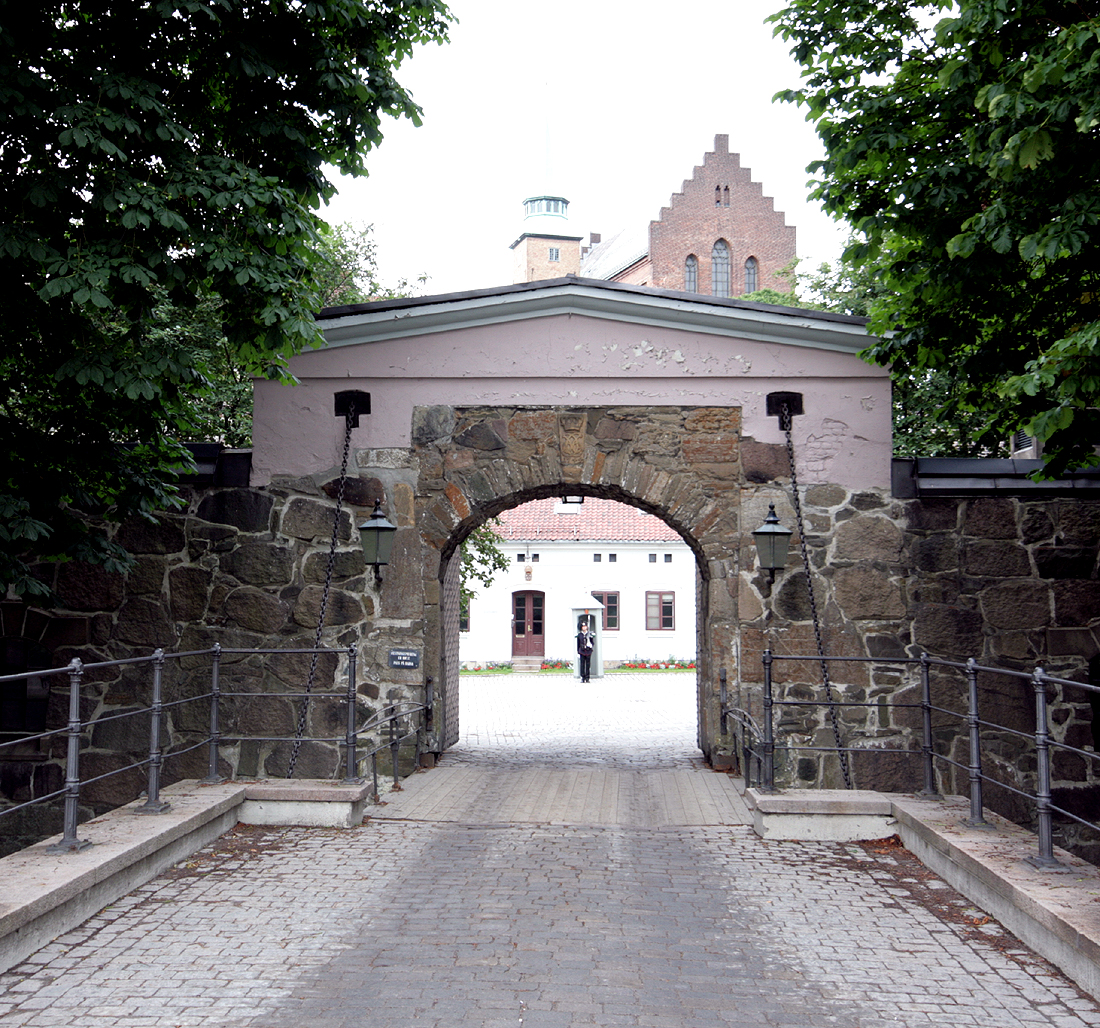
La Festningsporten (Puerta de la fortaleza). A la entrada, el puesto de guardia principal (Hovedvakten, 1724), custodiado por la Guardia de Su Majestad el Rey (Hans Majestet Kongens Garde). Detrás, el castillo.

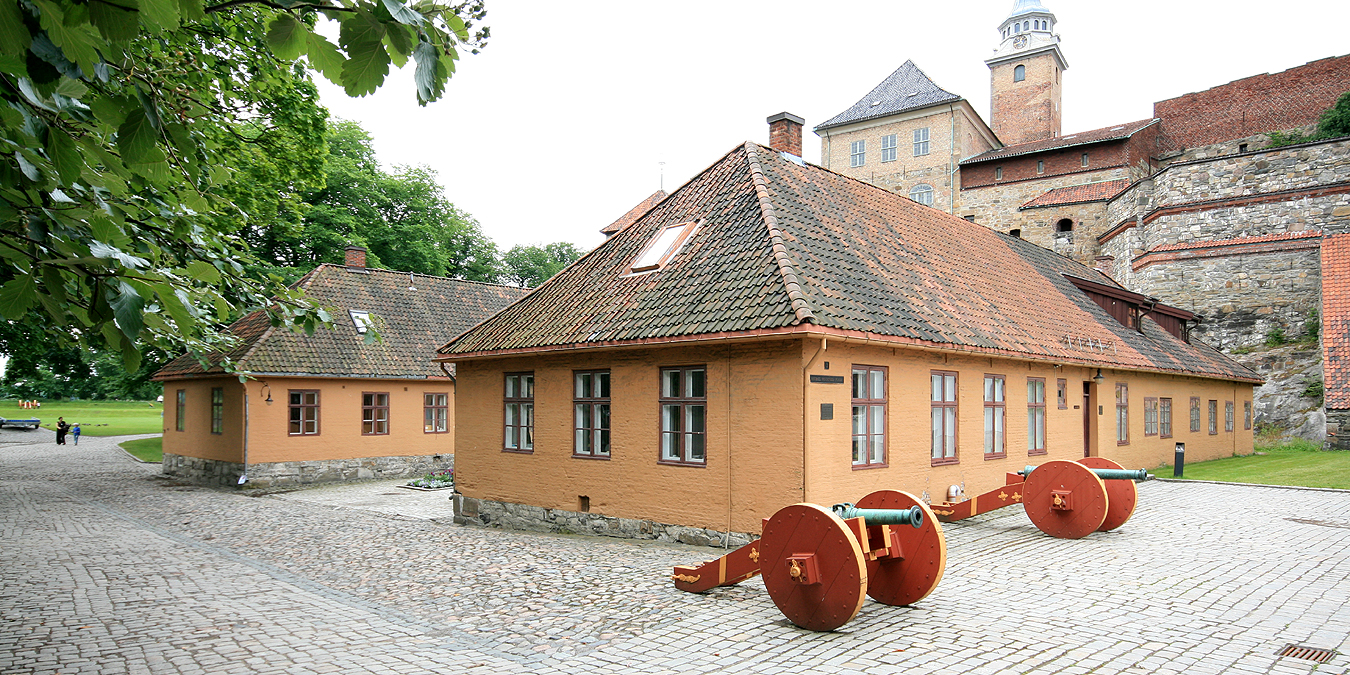
Cuarteles (1747-1778).

Con el Tratado de Brömsebro que puso fin a la Guerra de Torstenson (1643-1645), Dinamarca-Noruega cedió a Suecia las viejas provincias noruegas de Jämtland y Härjedalen, y con la guerra sueco-danesa de 1657-1658, también Bohuslän. Esas pérdidas y el cambio en las fronteras hicieron que Akershus cobrara aún más importancia como una fortificación de defensa nacional. La fortaleza fue ampliada aún más, bajo la dirección del holandés Isaac van Geelkerck.
El complejo conservó sus funciones militares, pero comenzó a utilizarse también como lugar de proclamación de los reyes, lugar de sesiones del parlamento y como residencia de los monarcas. Con el tiempo las funciones de representación en el gobierno perdieron importancia, sobre todo porque Noruega perdió la mayor parte de sus instituciones nacionales en favor de Dinamarca con la proclamación de la monarquía absoluta en 1660. En los siglos XVII y XVIII la mayoría de los edificios dentro de la fortaleza que tenían funciones administrativas cayeron en una fase de decadencia. El único edificio en el castillo durante el siglo XVIII era el llamado Overhofretten, una especie de tribunal supremo en Noruega. Los edificios militares fueron remozados a finales del siglo XVII y en 1750, cuando la fortificación fue ampliada aún más. Después del incendio de Cristianía en 1686 se derribaron las murallas de la ciudad. Al mismo tiempo, la fortaleza de Akershus se expandió a costa de los edificios circundantes. Alrededor de toda la fortaleza se extendían poderosas murallas de piedra con bastiones, y toda la zona fortificada comprendía una superficie casi tan grande como la del resto de la ciudad.
El 8 de marzo de 1716 fue atacada la fortaleza por primera vez después de haber sido agrandada. El rey Carlos XII de Suecia la atacó sorpresivamente con 10 000 hombres. En un ambiente de confusión, el comandante de la fortaleza, el coronel Jørgen Christopher von Klenow, reunió 3000 defensores y pudo resistir un largo asedio hasta que los suecos finalmente se retiraron. El malogrado asedio de la fortaleza de Akershus fue la causa del fracaso de la primera campaña de Noruega de Carlos XII, durante la Gran Guerra del Norte.
Como toda fortificación, con el avance tecnológico de la artillería Akershus se volvió obsoleta y hacia 1750 había perdido ya su relevancia militar. Después de que Noruega se uniera con Suecia bajo una misma monarquía en 1814, se desmantelaron gradualmente las instalaciones de la fortaleza y se derribaron parte de las murallas exteriores.

### La esclavería y las demoliciones, 1820-1900

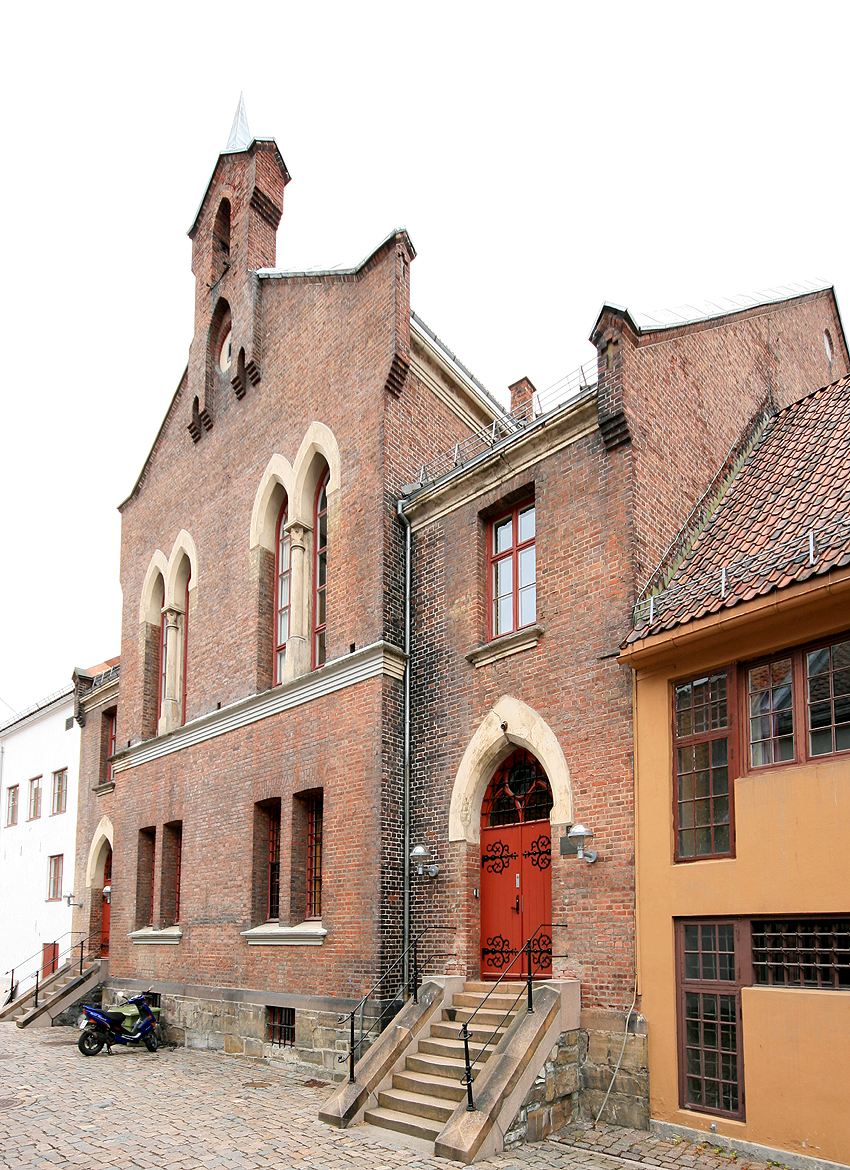
La iglesia de la antigua prisión, obra de Schirmer y von Hanno (1866), hoy parte del Ministerio de Defensa.

La ciudad capital tuvo nuevas necesidades de edificios, y a la fortaleza se le asignaron nuevas funciones después de 1814. El complejo arquitectónico comenzó a decaer y sus partes exteriores fueron utilizadas como solares para nuevos edificios urbanos con funciones públicas y privadas. La Bolsa, el Teatro de Cristianía, el Banco de Noruega y la Logia de la Masonería, se establecieron en la periferia de la fortaleza. La misma fortaleza sirvió para la población de la ciudad como lugar de recreo y  paseo, y la playa de Akershus se convirtió en un popular balneario y sitio de pesca, durante el verano, y en una pista de patinaje, durante el invierno.
Muchos de los edificios de Akershus se destinaron a diferentes actividades, por ejemplo como depósitos: el Archivo Real de Noruega estuvo ahí hasta 1866. Una gran extensión de la fortaleza fue empleada como prisión, que sería conocida popularmente como la Esclavería (slaveriet). En ese tiempo, el manejo de los criminales era una mezcla de reclusión —para proteger a la sociedad— y de regeneración moral a través del trabajo duro. En lugar de ejecutar a los criminales, se les imponían trabajos forzados. Los "esclavos" podían ser colocados en diversos trabajos públicos o inclusive ser alquilados para trabajos de orden privado.
En el siglo XIX se levantaron varios edificios militares junto a lo que hoy es el parque Kontraskjæret, entre ellos el picadero, la residencia del comandante, almacenes y cuarteles, talleres y oficinas del Ministerio de Defensa y otros establecimientos. Los arquitectos más importantes durante ese periodo fueron los socios alemanes Heinrich Ernst Schirmer y Wilhelm von Hanno.
El deterioro de la fortaleza, así como la necesidad de ampliar la ciudad, condujeron a que algunas voces se levantaran para pedir su demolición. Uno de los defensores de tal propuesta fue el destacado pintor y escritor Christian Krohg. Sin embargo, hacia el final del siglo XIX se incrementó la percepción de Akershus como parte del patrimonio histórico de Noruega y se comenzaron a tomar medidas para detener su deterioro.

### Restauración y construcción de nuevos edificios, de 1900 a la actualidad
Los trabajos de restauración fueron de grandes proporciones y duraron desde finales del siglo XIX hasta 1960. El arquitecto Peter Blix diseñó los primeros esbozos de la restauración. La propuesta de Blix se apoyaba en las investigaciones históricas del profesor Gustav Storm. Entonces se desató un acalorado debate sobre los principios de la restauración (qué fases históricas debían conservarse y cómo) y el tamaño que debía tener la fortaleza restaurada. Uno de los que marcaron la pauta en el debate fue Harry Fett,  historiador de arte y posterior director del patrimonio cultural noruego. Fett opinaba que todas las fases constructivas de la fortaleza merecían ser consideradas como objetos de conservación histórica y no solo las partes correspondientes a la Edad Media.
Los primeros años, la restauración fue encaminada a corregir los daños estructurales en muros, sótanos, pisos y tejados, es decir, obras que no eran tan evidentes para la población. En estas obras jugó un papel central el arquitecto Holger Sinding-Larsen entre 1905 y 1925. En 1929 Arnstein Arneberg fue el coordinador de las obras, junto a Gerhard Fischer, entre otros arquitectos. La restauración continuó hasta 1960, con un periodo de inactividad durante la Segunda Guerra Mundial (1940-1945). En 1960 el conservador Stephan Tschudi-Madsen recibió la responsabilidad de la fortaleza.

## Edificio representativo del Estado noruego
El primer gobernante de la era moderna en utilizar Akershus como marco para eventos oficiales del Estado fue el pro-nazi Vidkun Quisling. En febrero de 1942, apoyado por Alemania, fue proclamado "ministro presidente" a través de las denominadas "Actas de Estado de Akershus". 
Con motivo de la celebración del 75 aniversario del rey Haakon VII, Akershus se constituyó en un lugar de fiesta. El sótano del ala sur del castillo se habilitó como capilla funeraria de los reyes de Noruega; ahí descansan los restos de la reina Maud, de la princesa heredera Marta y de los reyes Haakon VII y Olaf V.
Tras la restauración moderna, el castillo de Akershus ha sido el principal edificio de funciones representativas del gobierno noruego, en el que se celebran fechas nacionales, cenas oficiales durante visitas de Estado y otros acontecimientos importantes.

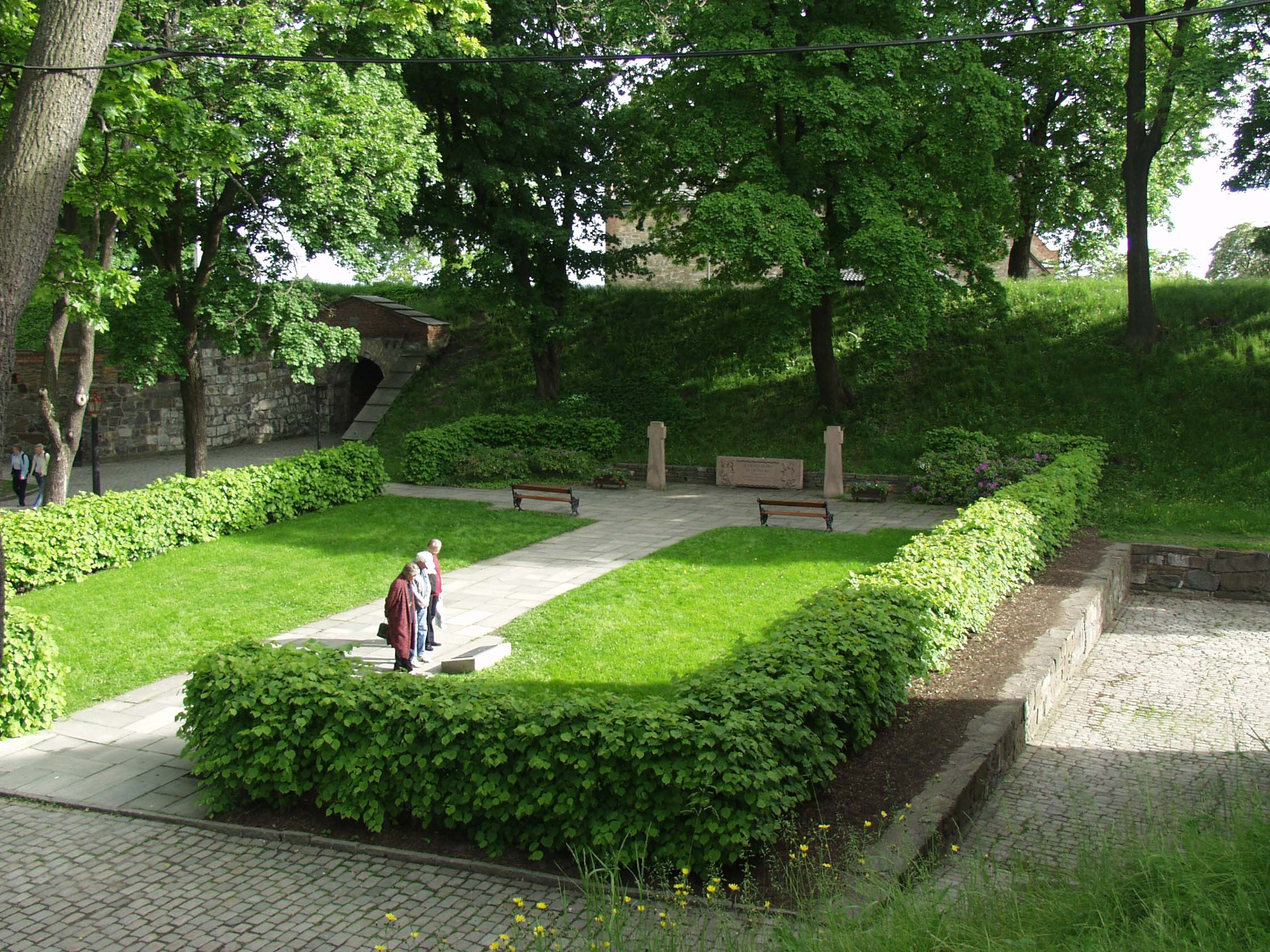
El antiguo sitio de ejecuciones.

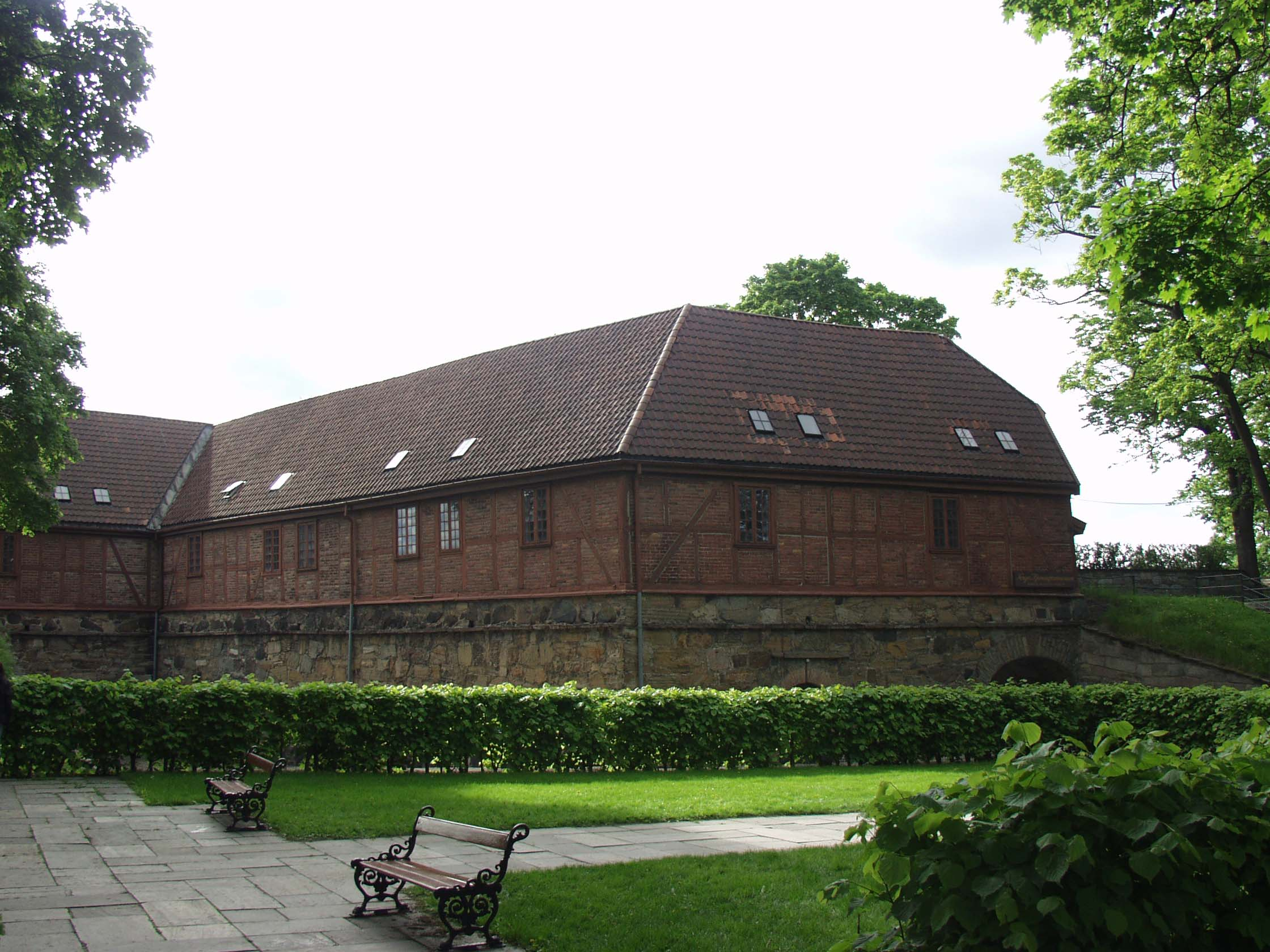
La Dobbelte batteri, hoy Museo de la Resistencia Noruega.

## Ejecuciones bajo la Alemania nazi
En Akershus fueron ejecutados 42 noruegos por las fuerzas de ocupación alemanas los días 9 y 10 de febrero y 18 de marzo de 1945. El 9 de febrero fueron ejecutados 10 noruegos en represalia por el asesinato, dos días antes a manos del movimiento de resistencia, del jefe de la policía Karl Marthinsen. En la actualidad hay una placa conmemorativa en honor a los patriotas ejecutados. 
Al finalizar la Segunda Guerra Mundial, Vidkun Quisling estuvo prisionero en la fortaleza durante el verano y otoño de 1945, antes de ser ejecutado el 24 de octubre de ese año. Quisling fue fusilado por un pelotón de ejecución en la parte oriental de la fortaleza, y en el lugar no queda ningún distintivo que rememore el acontecimiento.

### Museo de la resistencia noruega
El Museo de la Resistencia Noruega es un espacio sobre la historia de la ocupación de Noruega durante la Segunda Guerra Mundial, con especial atención a las actividades del movimiento de resistencia. El museo se localiza en el edificio llamado Det dobbelte batteri (la Batería doble).

## Estructura
La fortaleza en su conjunto, y un total de 50 edificios en particular, se consideran parte del patrimonio histórico de Noruega. A 11 edificios más se les adjudica un valor histórico únicamente en su exterior. Hay otros 7 edificios sin valor histórico alguno y por lo tanto sin un programa de conservación específico.

### Restos del castillo medieval

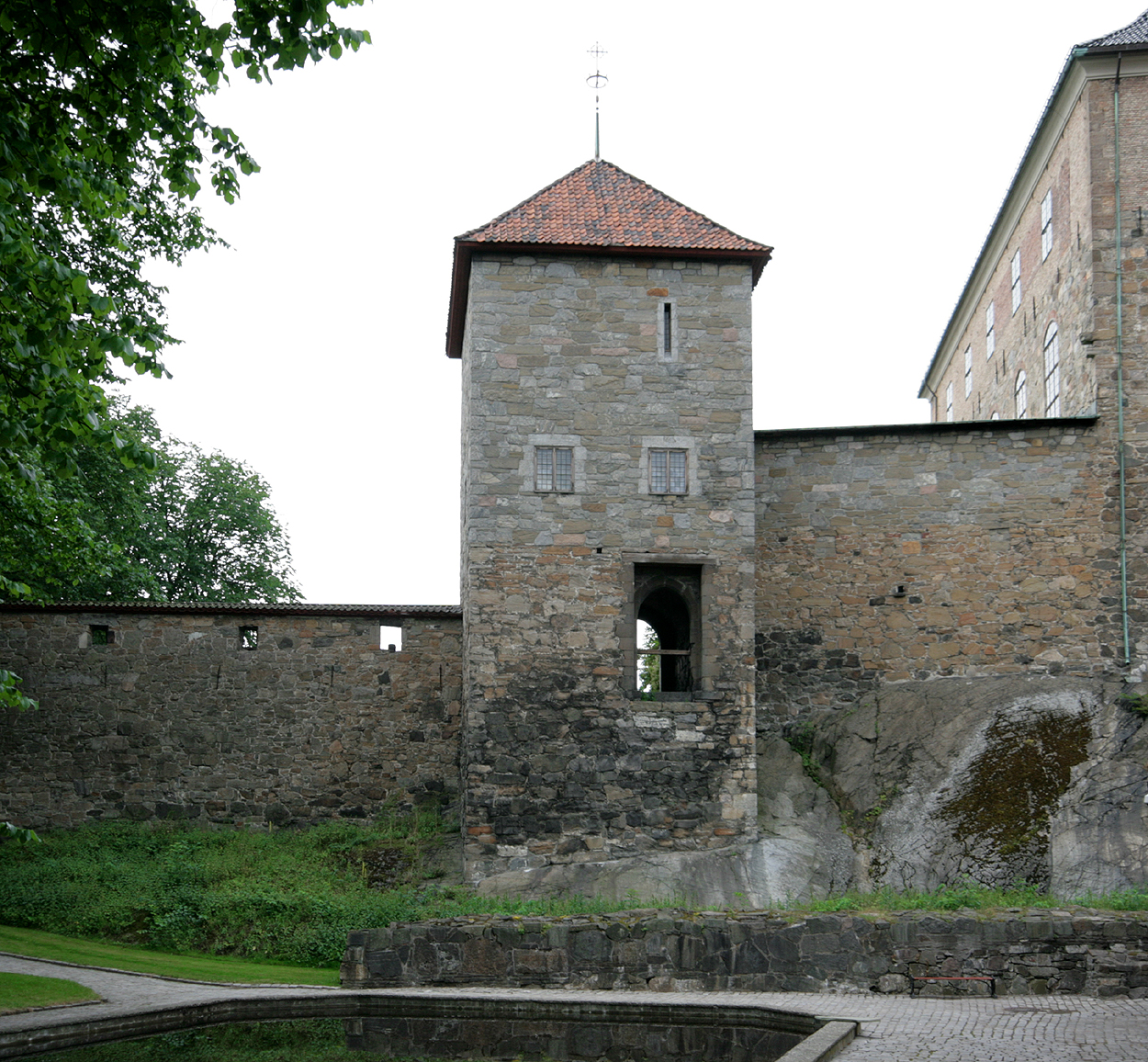
La Jomfrutårnet (Torre de la doncella), con la parte inferior originaria de la Edad Media.

Las características esenciales del viejo castillo medieval se han perdido, pero aún se conservan varias de sus partes. Lo característico de esa época son las construcciones de piedra y ladrillo, entre las que se encuentran:
La Jomfrutårnet (Torre de la doncella), una puerta fortificada de la que todavía quedan restos de la reja y del puente de piedra.
La Våghalsen (Temeraria) fue la torre central que dominaba el horizonte del castillo. Fue derribada, pero el rastro de sus cimientos aún es evidente en el patio del castillo.
La Kannikstårnet (Torre del canónigo), llamada desde finales de la Edad Media Knutstårnet en honor de Knut Alvsson, era una torre que flanqueaba la fortificación por el norte. La torre actual fue erigida sobre los restos de la anterior.
El casco del castillo se constituía, como hoy, de tres secciones. La sección norte era el edificio principal, con una sala para eventos oficiales y cuartos privados para residencia de la familia real. La sección sur albergaba la iglesia medieval, y la sección de Romerike, con funciones de mantenimiento, tales como cocina.

### El castillo renacentista

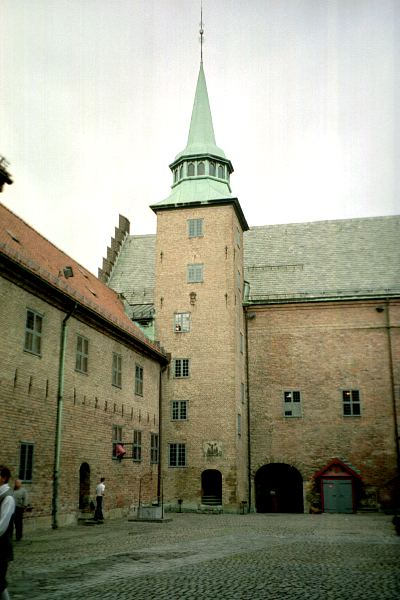
El castillo, visto desde el patio, con la Romerikstårnet de 1633.

Buena parte de la apariencia externa actual de Akershus se debe a la remodelación y expansión que comenzó Cristián IV, que incluye las murallas y los bastiones. Al derribarse las torres Våghalsen y Fuglesang, el castillo se volvió una estructura más abierta e iluminada.
Entre los edificios pertenecientes a ese periodo están la Munktårnet (Torre de Munk, en memoria del alcaide Christen Munk), erigida en 1559 y que servía tanto de almacén de pólvora como de puerta fortificada, en sustitución a la Jomfrutårnet; la Blåtårnet (Torre azul), una estructura de ladrillos de 1623 con tejado recubierto de plomo, situada en el patio del castillo, que albergaba una de las escaleras del mismo además de una capilla; la Festnigsporten (Puerta de la fortaleza) de 1653, con un puente que da a la calle Kongens gate; la Store kruttårn (Gran torre de pólvora) de 1657, con tres plantas, construida con piedra y ladrillos.
Además, el casco del castillo fue remodelado siguiendo el estilo del Renacimiento. Se construyó una nueva planta en la sección de Romerike en 1633, donde se instalaron las oficinas del alcaide; al mismo tiempo, se erigió en ese lugar la llamada Romerikstårnet (Torre de Romerike). La sección sur del castillo se restauró en el siglo XVII con el objetivo de alojar varias salas de eventos oficiales, en sustitución de la vieja sala de la sección norte. Varias de las nuevas salas se decoraron con paneles, nuevos muebles, pinturas y tapices. La iglesia del castillo, en la sección sur, fue redecorada durante la década de 1620 por orden de Cristián IV, y nuevamente entre 1738 y 1742. El rey Cristián VI donó el altar, una obra de E. D. Häusser.

### Edificios delsigloXVIIIa la actualidad

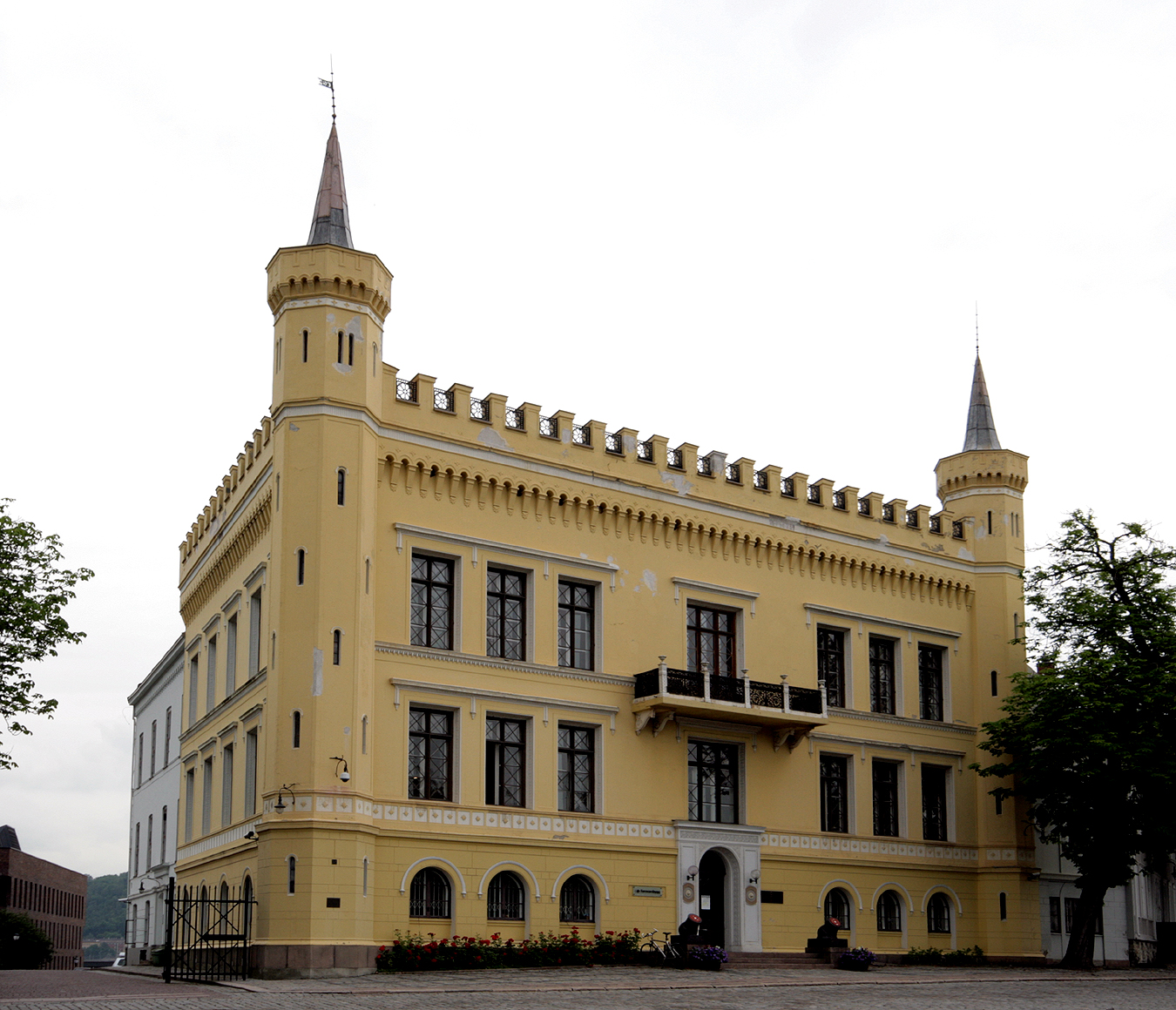
La residencia del comandante, de J.H. Nebelong.

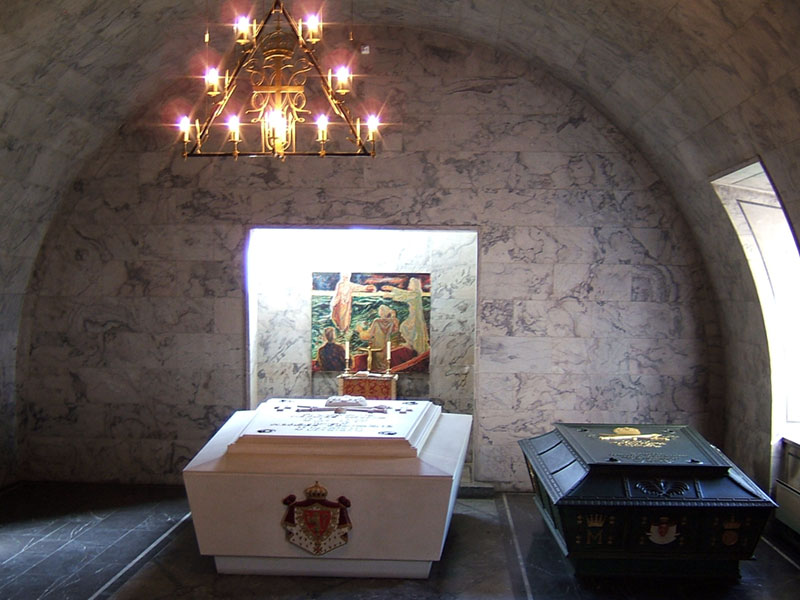
El mausoleo real. El sarcófago blanco contiene los restos de Haakon VII y Maud de Gales, y en el verde descansan los restos de Olaf V y Marta de Suecia.

Tras la extensiva remodelación del siglo XVII, la fortaleza continuó expandiéndose a lo largo del siglo XVIII, hasta que entró en una fase de decadencia durante el siglo XIX. En ese tiempo, se construyeron nuevos y variados edificios, unos con funciones militares y otros con funciones administrativas o de mantenimiento. El cambio de uso de la fortificación propició que algunos viejos edificios militares fueran destinados a otras funciones. Entre los edificios de la época destacan:
- La Dobbelte batteri (La batería doble), de ca. 1692; este fue originalmente un edificio de entramado de madera que albergaba casamatas con cañones; posteriormente fue remodelado a su aspecto actual, con ladrillos y madera. Es la sede del Museo de la Resistencia Noruega.
- El Corps de Garde, el puesto de guardia de 1751, de estilo barroco.
- La Antigua residencia del comandante, de 1770.
- La Real arena de equitación, de 1828, ubicada junto al parque Kontraskjæret; es de estilo Imperio de ladrillos pulidos y diseñada por el arquitecto Michael Smith Arentz.
- La Residencia del comandante, de 1844, diseñada por Johan Henrik Nebelong con ladrillo pulido y torres de hierro.
- El Edificio escolar de 1858 y el Edificio de oficinas de artillería de 1891, ambos actualmente parte del Ministerio de Defensa.
- El Arsenal (1859-1866), de Heinrich Ernst Schirmer y Wilhelm von Hanno.
- La Sala de educación física (1861), de Schirmer y von Hanno, hoy Museo de las Fuerzas Armadas.
- El Edificio de talleres (1861), también de Schirmer y von Hanno, parte del Ministerio de Defensa.
- El Anexo de la Sociedad Militar de Oslo (1940).
- El Mausoleo Real (1948), entre la Jomfrutårnet y la iglesia del castillo.
- Diversos cobertizos, cuarteles, almacenes, garajes y otros edificios de servicios de finales del siglo XIX y del siglo XX.